# 谢于
谢于（法語：Chéu，法語發音：[ʃey]）是法国勃艮第-弗朗什-孔泰大区约讷省的一个市镇，位于该省东部，属于欧塞尔区。

## 地理
谢于（47°57'56"N, 3°45'56"E）面积7.61 平方千米，位于法国勃艮第-弗朗什-孔泰大區约讷省，该省份为法国中北部内陆省份，西接卢瓦雷省，西北接塞纳-马恩省，南至涅夫勒省，东临科多尔省，东北与奥布省接壤。
与谢于接壤的市镇（或旧市镇、城区）包括：热尔米尼、利尼勒沙泰勒、若尔日、圣弗洛朗坦、韦尔日尼。

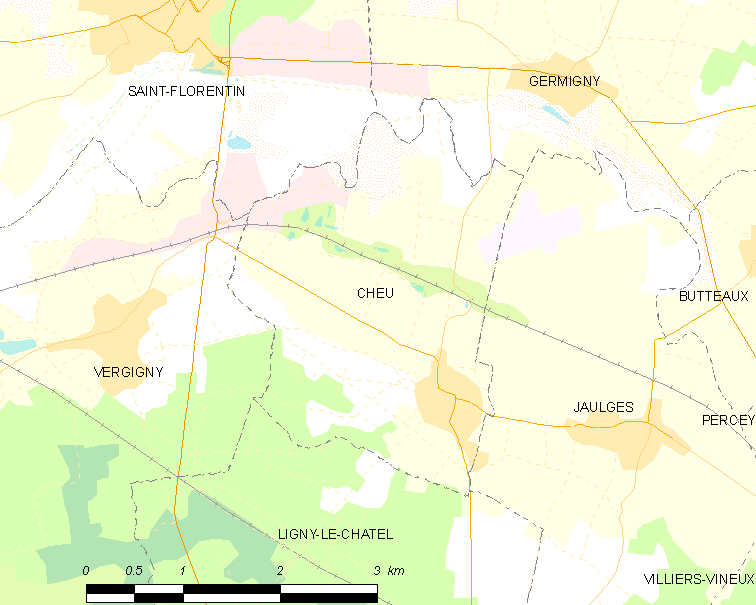
谢于的OSM定位图

谢于的时区为UTC+01:00、UTC+02:00（夏令时）。

## 行政
谢于的邮政编码为89600，INSEE市镇编码为89101。

## 政治
谢于所属的省级选区为圣弗洛朗坦县。

## 人口

1962-2008年间谢于人口变化图示

谢于于2022年1月1日时的人口数量为532人。